# Фігурне катання на зимових Азійських іграх 1996
Змагання з фігурного катання на зимових Азійських Іграх 1996, які проводилися в Харбіні (Китай).

## Медалісти
| Дисципліна                | Золото                                             | Срібло                                   | Бронза                       |
| ------------------------- | -------------------------------------------------- | ---------------------------------------- | ---------------------------- |
| Фігурне катання, чоловіки | Ґо Чженсінь Китай                                  | Чжан Мінь Китай                          | Лі Ся Китай                  |
| Фігурне катання, жінки    | Чжень Лу Китай                                     | Тетяна Малініна Казахстан                | Фуміє Сугурі Японія          |
| Фігурне катання, пари     | Китай Шень Сюе Чжао Хунбо                          | Казахстан Марина Халтуріна Андрій Крюков | Китай Сунь Бао Лю Бінгян     |
| Спортивні танці на льоду  | Казахстан Єлизавета Стікольнікова Дмитро Казарлига | Японія Ая Кавай Хіроші Танака            | Китай Чжан Вейна Цао Сяньмін |

## Таблиця медалей
| Місце                      | Країна     | Золото | Срібло | Бронза | Загалом |
| -------------------------- | ---------- | ------ | ------ | ------ | ------- |
| 1                          | Китай      | 3      | 1      | 3      | 7       |
| 2                          | Казахстан  | 1      | 1      | 0      | 2       |
| 3                          | Японія     | 0      | 1      | 1      | 2       |
| 4                          | Узбекистан | 0      | 1      | 0      | 1       |
| Разом                      | Разом      | 4      | 4      | 4      | 12      |
| Примітка: приймаюча країна |            |        |        |        |         |

## Результати

### Чоловіки
| Місце | Атлет             | Результат |
| ----- | ----------------- | --------- |
| 1     | Ґо Чженсінь Китай | 2.5       |
| 2     | Чжан Мінь Китай   | 2.5       |
| 3     | Лі Ся Китай       | 4.0       |

### Жінки
| Місце | Атлет                     | Результат |
| ----- | ------------------------- | --------- |
| 1     | Чжень Лу Китай            | 1.5       |
| 2     | Тетяна Малініна Казахстан | 3.0       |
| 3     | Фуміє Сугурі Японія       | 5.0       |

### Пари
| Місце | Атлет                                    | Результат |
| ----- | ---------------------------------------- | --------- |
| 1     | Китай Шень Сюе Чжао Хунбо                | 1.5       |
| 2     | Казахстан Маріна Халтуріна Андрей Крюков | 3.0       |
| 3     | Китай Сунь Бао Лю Бінгян                 | 4.5       |

### Спортивні танці на льоду
| Місце | Атлет                                              | Результат |
| ----- | -------------------------------------------------- | --------- |
| 1     | Казахстан Єлизавета Стікольникова Дмитро Казарлига | 2.0       |
| 2     | Японія Ая Кавай Хіроші Танака                      | 4.0       |
| 3     | Китай Чжан Вейна Цао Сяньмін                       | 6.0       |